# Oskar Goßler
Oskar Goßler (Hamburg, 26 de juny de 1875 – 15 de febrer de 1953) va ser un remer alemany que va competir cavall del segle xix i el segle xx. El 1900 va prendre part en els Jocs Olímpics de París, on guanyà una medalla d'or en la prova de quatre amb timoner com a membre de l'equip Germania Ruder Club, Hamburg. En la prova del vuit amb timoner acabà en la quarta posició final.
Era germà dels també ramers olímpics Carl Goßler i Gustav Goßler.